# Moutaïb ben Abdallah Al Rachid
Moutaïb ben Abdallah est le troisième émir de Haïl de la dynastie Al Rachid.
Il prit le pouvoir à Haïl en 1867, après son frère Talal ben Abdallah Al Rachid qui se suicida en 1866[réf. nécessaire].